# Maia Flore
Pour les articles homonymes, voir Flore (homonymie).
Maia Flore (née en 1988) est une photographe française.

## Biographie
Maia Flore remporte en 2015 le prix HSBC pour la photographie.
Elle expose Fou rire, rêve fou en 2024 à Matmut pour les arts.

## Publications
- Rememories  (trad. Christine Piot), Actes Sud, 2015, 108 p. (ISBN 978-2-330-05055-9)
- D’îles en Lune, Contrejour, 2019, 72 p. (ISBN 9791090294394)
- Fou rire, rêve fou, Octopus, 2024, 128 p. (ISBN 9782900314470)